# حلبوب
حلبوب (نام علمی: Hieracium) نام یک گونه از سرده زاغک است.